# Thingiverse
Thingiverseは、ユーザーが作成したデジタルデザインファイルの共有専用のウェブサイトである。 GNU General Public Licenseまたはクリエイティブ・コモンズ・ライセンスの下でライセンスされた主に無料のオープンソースハードウェアデザインを提供するこのサイトでは、寄稿者はデザインのユーザーライセンスタイプを選択できる。また、彼らが共有すること。 3Dプリンター、レーザーカッター、フライス盤、およびその他の多くのテクノロジーを使用して、Thingiverseでユーザーが共有するファイルを物理的に作成できる。
Thingiverseは、DIYテクノロジーおよびMakerコミュニティ、RepRap Project、3DプリンターおよびMakerBotオペレーターによって広く使用されている。 多くの技術プロジェクトでは、Thingiverseを、共有されたイノベーションとソース資料の一般への配布のためのリポジトリとして使用している。 オブジェクトファイルの多くは、修復、装飾、または整理を目的としている。

## 歴史
Thingiverseは、DIY3Dプリンターキット製造会社であるMakerBotIndustriesのコンパニオンサイトとしてZachSmithによって2008年11月に開始された。2013年、MakerbotとThingiverseはStratasysに買収された。
Thingiverseは、2010 ARS Electronica、Prix Ars Electronicaのサイバーアート国際コンペティションのデジタルコミュニティ部門で、佳作を受賞した。
2012年11月の時点で、25,000のデザインがThingiverseにアップロードされている。  2013年6月までに、合計は100,000を超えた。 40万番目のものは2014年7月19日に公開された。

## 管理
このサイトはMakerBotが所有しており、元々はMakerBot Industriesが所有し、その創設者の1人であるBre Pettisがニューヨーク ブルックリンで運営しています。
使用条件において、Thingiverseは、ユーザーが「武器、違法な素材の作成に寄与する、またはその他の点で好ましくない」コンテンツを含めてはならないことを規定しています。 2012年、Thingiverseは、完全に3Dプリントされた銃のアップロードされたデザインを削除しました。 それに応じて、銃の設計者は、Thingiverseの「検閲された」ファイルをホストするように設計されたサイトDEFCADを立ち上げました。

## オープンソースハードウェア
多くのオープンソースハードウェアプロジェクトはプロジェクト固有の素材に焦点を当てているが、Thingiverseは、派生物とマッシュアップ を形成できる共通の基盤を提供している。これらの派生物には通常、ユーザーが既存のデザインを変更または改善し、それらをサイトにアップロードすることが含まれる。サイト上のすべてのモデルはオープンソースであるため、この動作はサイトとコミュニティによって積極的に奨励されている。
多くの3Dプリンターは、3Dプリントされた部品でアップグレードできる。Thingiverseユーザーは、さまざまなプラットフォーム向けに多くの改善と変更を行うことができる。コミュニティベースの3Dプリンタープロジェクトの一般的な例には、RepRapプロジェクトとContraptorプロジェクトが含まれる。一部の3Dプリンターは、ほぼ完全に3Dプリントできる。

## 関連する項目
- 3Dプリント
- 3Dモデリング
- 3Dスキャン
- 3Dプリンティング　マーケットプレイス
- Sketchfab
- DWG
- ピンシェイプ
- NVのマテリアライズ
- 3DLT
- スカルプテオ
- シェイプウェイズ
- カルト
- スリーディング
- S3G (ファイル形式)
- STL (ファイル形式)